# Sân bay Asosa
Sân bay Asosa là một sân bay ở Asosa, Ethiopia (IATA: ASO, ICAO: HASO). Sân bay này nằm ở độ cao 1561 mét trên mực nước biển, đường băng dài 950 mét và rộng 46 mét.

## Các hãng và tuyến bay thường lệ
- Ethiopian Airlines (Jimma)